# Alberto Belsué
Alberto Belsué Arias (Zaragoza, 2. ožujka 1968.) je bivši španjolski nogometaš i nacionalni reprezentativac.

## Karijera

### Klupska karijera
Igrač je najznačajniji dio klupske karijere proveo u Real Zaragozi za koju je odigrao preko 300 utakmica. Bio je važna karika kluba koji je tijekom 1990-ih osvojio dva najvažnija trofeja: Kup kralja (1994.) i Kup pobjednika kupova (1995.). U Zaragozi je proveo punih deset godina nakon čega je igrap još po jednu sezonu u Alavésu i Numanciji dok je karijeru okončao 2001. godine u grčkom Iraklisu.

### Reprezentativna karijera
Belsué je za Španjolsku debitirao 16. studenog 1994. u kvalifikacijskoj utakmici protiv Danske za EURO 1996. Tadašnji izbornik Javier Clemente uveo ga je na popis reprezentativaca za taj turnir te je na njemu odigrao dvije utakmice (protiv Bugarske i domaćina Engleske). Upravo se u potonjoj utakmici pitanje pobjednika odlučivalo na jedanaesterce te je Belsué uspio realizirati svoj kazneni udarac. Međutim, Furija je ispala zbog promašaja Hierra i Nadala.

## Osvojeni trofeji

### Klupski trofeji
| Klub          | Trofej                | Sezona / godina |
| Španjolska    | Španjolska            | Španjolska      |
| ------------- | --------------------- | --------------- |
| Real Zaragoza | Kup kralja            | 1994.           |
| Real Zaragoza | Kup pobjednika kupova | 1994./95.       |

## Vanjske poveznice
- National Football Teams.com